# Tachyphonus delatrii
A Tachyphonus delatrii a madarak osztályának verébalakúak (Passeriformes) rendjébe és a tangarafélék (Thraupidae) családjába tartozó faj.

## Rendszerezése
A fajt Frédéric de Lafresnaye francia ornitológus írta le 1847-ben. Sorolják a Chrysocorypha nembe Chrysocorypha delatrii néven, de egyes szervezetek a Lanio nembe sorolják Lanio delatrii néven.

## Előfordulása
Costa Rica, Panama, Honduras, Nicaragua és Kolumbia területén honos. Természetes élőhelyei a szubtrópusi és trópusi síkvidéki esőerdők. Állandó nem vonuló faj.

## Megjelenése
Testhossza 14 centiméter, testtömege 14-21 gramm.

## Természetvédelmi helyzete
Az elterjedési területe rendkívül nagy, egyedszáma ugyan csökken, de még nem éri el a kritikus szintet. A Természetvédelmi Világszövetség Vörös listáján nem fenyegetett fajként szerepel.